# Hard Headed Woman
«Hard Headed Woman» —  песня, которую Элвис Пресли записал и выпустил как сингл в 1958 году.
Сингл Элвиса поднялся в США на 1 место в Top 100 журнала «Билборд» (предшественнике теперешней «горячей сотни» Hot 100), а также достиг 2 места в жанровом чарте синглов в стиле ритм-н-блюз того же журнала (теперь Hot R&B/Hip-Hop Songs) и 2 места в чарте синглов в жанре кантри (теперь Hot Country Songs).

## Чарты
| Чарт (1958)                         | Наив. поз. |
| ----------------------------------- | ---------- |
| Великобритания (UK Singles Chart)   | 2          |
| США (Billboard Hot 100)             | 1          |
| США (Billboard Hot Country Singles) | 2          |
| США (Billboard Hot R&B Singles)     | 2          |